# Пожар в кинотеатре «Рекс»
Пожар в кинотеатре «Рекс» (перс. رکس‎) в городе Абадан на юго-западе Ирана произошёл 19 августа 1978 года. В его результате погибли около 500 человек.
Шахское правительство в поджоге кинотеатра обвинило «исламских марксистов», а позже сообщило, что здание подожгли исламские боевики, в то время как оппозиционные силы обвинили САВАК в организации поджога.

## Обстоятельства и версии
19 августа 1978 года в кинотеатре «Рекс» в Абадане, сотни людей  смотрели фильм «Олень» с участием известного актера Бехруза Восуги. В 20:21 четверо мужчин заперли двери кинотеатра и облили его бензином. Пожар возник у трех входных дверей в главный зал после того, как нападавшие подожгли его. Нападавшие скрылись и заблокировали двери снаружи. Некоторые люди пытались сбежать через крышу.
Согласно официальной версии, виновниками трагедии стали офицеры САВАК, которые преследовали активистов антишахского движения. Беглецы скрылись в зрительном зале и заперлись там, и сотрудники шахской охранки устроили поджог, чтобы «выкурить» людей из зала. Но двери отпереть не удалось, и все находившиеся в зале погибли.
По другой версии, поджог устроили сами беглецы, чтобы вместе с паникующей толпой незамеченными покинуть кинозал. По версии шаха Мохаммеда Реза Пехлеви, пожар был провокацией исламистов.

## Численность погибших
Точное число погибших установить так и не удалось. Некоторые из цифр, цитируемых источниками, включают: 377, 410, 422, и 470.

## Мотивы и ответственность
Существует много утверждений относительно личности виновных в поджоге кинотеатра «Рекс», но несомненно то, что это событие стало одним из ключевых событий иранской революции 1978 года. Первоначально революционеры утверждали, что агенты шахской разведки САВАК преследовали людей, которые забежали в театр и пытались спрятаться среди толпы. Позже беглецы (или преследующие их агенты САВАКа) заперли двери кинотеатра. Все те, которым не удалось выбраться из здания, погибли в пожаре. Иранская газета «Sobhe Emruz» обвинила радикальных исламистов в редакционной статье, адресованной газете «Кейхан», управляемой Шариатмадари (Шариатмадари был назван «доверенным лицом Высшего руководителя Ирана» Али Хаменеи и имеющим «связи» с иранскими спецслужбами). «Sobhe Emruz» писала: «Не заставляйте нас раскрыть, кто на самом деле стоял за пожаром в кинотеатре «Рекс», в результате чего вскоре после этого газета была закрыта.

### Суд
Согласно базирующейся в Вашингтоне группе «Права человека и демократия для Ирана», семьи жертв возглавили обвинение в дальнейшем расследовании дела, даже прибегнув к длительной сидячей забастовке с апреля по август 1980 года.
23 февраля 1979 года по обвинению в организации теракта в абаданском кинотеатре Исламский революционный суд вынес смертный приговор капитану Мониру Тахери, который являлся бывшим служащим шахской армии, несмотря на то, что на суде последний категорически отрицал свою связь с аппаратом безопасности шаха САВАК. Суд также признал Тахери виновным в том, что он прошел партизанскую подготовку в США. По заявлению его семьи, они могут доказать, что он никогда не был за границей и то, что в день пожара его вообще не было в Абадане, но, суд не принял данное заявление к сведению.
Великий аятолла Ахмад Азари Куми призвал прекратить «несанкционированные аресты потенциальных подозреваемых и агентов САВАК». Аятолла Куми попросил правительство Базаргана «не нарушать права невинных граждан».

### Открытое судебное разбирательство
С 25 августа по 4 сентября 1980 года Революционный трибунал провел 17 судебных заседаний, в которых выслушивали 26 человек, в том числе единственного оставшегося в живых из группы из четырех человек, кто поджег кинотеатр «Рекс», Хоссейн Такбализаде, который на суде в свою защиту заявил, что он был безработным наркоманом. После долгих размышлений, по решению Революционного трибунала Такбализаде и пятеро других были публично казнены.

## Последствия
События в Абадане всколыхнули и без того неспокойный Иран. По стране с новой силой начались массовые протесты. В результате, в сентябре в большинстве крупных городов Ирана было введёно чрезвычайное положение. Таким образом, трагедия занимает особое место в хронологии Революции 1979 года.